# Nils Nilsson (1713–1783)
Nils Nilsson, född 1713 i Mjölby församling, Östergötlands län, död 30 september 1783 i Högby församling, Östergötlands län, var en svenska bonde och bonderiksdagsman.

## Biografi
Nils Nilsson föddes 1713 på Gåvarp i Mjölby socken. Han var son till bonden Nils Nilsson. Nils Nilsson kom att arbeta som bonde på Blixtorp i Högby socken. Han var riksdagsman för bondeståndet i Dals härad, Lysings härad, Aska härad och Göstrings härad vid riksdagen 1755–1756. Från 8 november 1755 var han ledamot i kammardeputationen, ekonomideputationen och kommersedeputationen. Nils Nilsson avled 1783 Blixtorp i Högby socken.
Nils Nilsson var häradsdomare och nämndeman i Göstrings härad.

### Familj
Nils Nilsson var gift med Elin Larsdotter (1720–1788). De fick tillsammans barnen Katarina Nilsdotter (1741–1741), Lars Nilsson (född 1742), bonden Nils Nilsson (1746–1808) på Järstad södergård, Järstads socken, Katarina Nilsdotter (1749–1827), Peter Nilsson (född 1753) och bonden Anders Nilsson (1759–1821) på Blixtorp, Höby socken.